# Atrichopogon daleyae
Atrichopogon daleyae är en tvåvingeart som beskrevs av Giles och Wirth 1984. Atrichopogon daleyae ingår i släktet Atrichopogon och familjen svidknott.
Artens utbredningsområde är Vietnam. Inga underarter finns listade i Catalogue of Life.